# Classe Harushio
La classe Harushio est une classe de sous-marins diesel-électrique construits pour la Force maritime d'autodéfense japonaise. Le design est une évolution de la classe Yūshio étant légèrement plus grande et avec une meilleure réduction du bruit. L'Asashio a été modifié pour tester la propulsion indépendante de l'air et les navires restants retirés du service, puis remplacés par la classe Oyashio.

## Navires de la classe
| N° de projet | N° de bâtiment | N° de fanion      | Nom                  | Pose de la quille | Lancement       | Commission       | Retrait         | Note |
| ------------ | -------------- | ----------------- | -------------------- | ----------------- | --------------- | ---------------- | --------------- | --- |
| S126         | 8098           | SS-583            | Harushio (はるしお)  | 21 avril 1987     | 26 juillet 1989 | 30 novembre 1990 | 27 mars 2009    | |
| S126         | 8099           | SS-584            | Natsushio (なつしお) | 8 avril 1988      | 20 mars 1990    | 20 mars 1991     | 26 mars 2010    | |
| S126         | 8100           | SS-585 / TSS-3606 | Hayashio (はやしお)  | 9 décembre 1988   | 17 janvier 1991 | 25 mars 1992     | 15 mars 2011    | Converti en sous-marin d'entraînement (TSS-3606) le 7 mars 2008                                               |
| S126         | 8101           | SS-586            | Arashio (あらしお)   | 8 janvier 1990    | 17 mars 1992    | 17 mars 1993     | 19 mars 2012    | |
| S126         | 8102           | SS-587            | Wakashio (わかしお)  | 12 décembre 1990  | 22 janvier 1993 | 1er mars 1994    | 5 mars 2013     | |
| S126         | 8103           | SS-588 / TSS-3607 | Fuyushio (ふゆしお)  | 12 décembre 1991  | 16 février 1994 | 7 mars 1995      | 6 mars 2015     | Converti en sous-marin d'entraînement (TSS-3607) le 15 mars 2011                                              |
| S129         | 8104           | SS-589 / TSS-3601 | Asashio (あさしお)   | 24 décembre 1992  | 12 juillet 1995 | 12 mars 1997     | 27 février 2017 | Converti en sous-marin d'entraînement (TSS-3601) le 9 mars 2000, reconverti en banc d'essai AIP en avril 2002 |